# 蓮見三郎
蓮見 三郎（はすみ さぶろう、1896年1月23日 - 没年不明）は、日本の陸上競技選手（中距離走）・指導者、歯科医師。1920年アントワープオリンピックに出場。名はのちに宏。

## 経歴
埼玉県北足立郡大砂土村（現在のさいたま市北区本郷町）出身。生家は素封家。明治39年に大砂土小学校を卒業、旧制浦和中学校（埼玉県立浦和高等学校の前身）を経て、日本歯科医学専門学校（日本歯科大学の前身）に進学した。

### スポーツ人として
少年時代よりスポーツを愛好し、中距離走に秀でた成績を残した。日本歯科医専在学中に、1920年アントワープオリンピックに参加し、男子800メートル競走および1500メートル競走に出場した。日本国内のオリンピック予選会では800m走（2分05秒0）・1500m走（4分25秒0）の日本記録を残している。
その後日本陸上競技連盟の幹部となり、1932年ロサンゼルスオリンピックでは、日本選手団の陸上競技総監督およびヘッドコーチを務めた。

### 歯科医として
歯科医師となり宮町（現さいたま市）で開業した。戦時下の1942年に医歯一元化論争が生じると、当時は埼玉県歯科医師会副会長を務めていた蓮見は、一元化論の主唱者の一人となった。